# Final da Nedbank Cup de 2017–18
A final da Nedbank Cup de 2017–18 foi realizada em 19 de maio de 2018, no Estádio da Cidade do Cabo. Ela foi disputada entre as equipes do Free State Stars e do Maritzburg United para decidirem o vencedor da Nedbank Cup de 2017–18, com o clube da província de Estado Livre saindo-se vitorioso. Esta foi a primeira decisão protagonizada por ambas as equipes; o Free State Stars havia sido vice-campeão em 1994, enquanto o Maritzburg United nunca havia chegado a uma decisão.
Em sua campanha, o Free State Stars eliminou Super Eagles (2 a 1), Chippa United (2 a 1), Ubuntu Cape Town (vitória nas penalidades) e Kaizer Chiefs (2 a 0). Por outro lado, o Maritzburg United triunfou contra Moroka Swallows (3 a 1), Royal Eagles e Bloemfontein Celtic (ambos por 2 a 1) e conquistou a vaga na decisão ao vencer o Mamelodi Sundowns. Apesar de possuir uma maior posse de bola e as maiores chances da partida, o Maritzburg United foi superado pelo adversário, que conquistou o título do torneio, a premiação de sete milhões e a vaga na Taça das Confederações da CAF de 2018–19.

## Antecedentes
Tanto o Free State Stars, quanto o Maritzburg United nunca haviam conquistado a Nedbank Cup. A equipe de Pietermaritzburgo chegava pela primeira fez na decisão do torneio, enquanto seu adversário havia sido vice-campeão em 1994. Em sua campanha, o Free State Stars estreou ganhando do Super Eagles por 2 a 1. No confronto da próxima fase, repetiu o mesmo placar e eliminou o Chippa United e, em seguida, triunfou nas penalidades diante do Ubuntu Cape Town. A classificação para a final foi conquistada com uma vitória sobre o Kaizer Chiefs por 2 a 0, nas semifinais.
O Maritzburg United, por sua vez, debutou vencendo o Moroka Swallows na prorrogação. Classificou-se nas duas próximas fases ao vencer Royal Eagles e Bloemfontein Celtic, respectivamente. Por fim, a equipe derrotou o Mamelodi Sundowns nas semifinais, conquistando a classificação para a decisão.
| Free State Stars | Free State Stars | Fase                  | Maritzburg United   | Maritzburg United |
| Adversário       | Resultado        | Fase                  | Adversário          | Resultado         |
| ---------------- | ---------------- | --------------------- | ------------------- | ----------------- |
| Super Eagles     | 2–1              | Dezasseis-avos finais | Moroka Swallows     | 3–1 (pro)         |
| Chippa United    | 2–1              | Oitavos-finais        | Royal Eagles        | 2–1               |
| Ubuntu Cape Town | 1–1 (4–1 pen)    | Oitavos-finais        | Bloemfontein Celtic | 2–1               |
| Kaizer Chiefs    | 2–0              | Semi-finais           | Mamelodi Sundowns   | 3–1               |

## Partida
A final da Nedbank Cup entre Free State Stars e Maritzburg United foi realizada às 14 horas de sábado, 19 de maio de 2018, no Estádio da Cidade do Cabo. O público presente foi por volta de vinte mil pessoas, das quais a maior parte eram torcedores do Maritzburg. Ambos os clubes se apresentaram cautelosos nos primeiros vinte minutos, alterando-se ofensivamente, mas sem criarem chances claras de gols. O Maritzburg United, no entanto, possuía uma maior posse de bola. A primeira finalização ocorreu após trinta minutos. O arremate de Andrea Fileccia, no entanto, passou muito longe do gol. Na sequência, o Maritzburg United teve duas chances para marcar o primeiro gol: na primeira, a defesa do Free State Stars bloqueou a finalização do meio-campista Lebohang Maboe. Posteriormente, o goleiro Thela Ngobeni defendeu o cabeceio de Bevan Fransman. Antes do término do primeiro tempo, Siphesihle Ndlovu falhou e a posse da bole foi tomada por Sinethemba Jantjie. Este, por sua vez, fez o passe para Goodman Dlamini marcar o único gol da partida.
No intervalo, o técnico do Maritzburg United, Fadlu Davids, substituiu o defensor Rushine De Reuck pelo meio-campista Motsie Matima. Apesar da posse de bola, o Maritzburg United não conseguia criar investidas ofensivas: a equipe trocava passes no campo defensivo do adversário, mas sofria na criação. Aos 70 minutos, Fileccia arrematou com perigo. Posteriormente, os jogadores do Maritzburg United reclamaram de um suposto pênalti não sinalizado pelo árbitro. Nos últimos minutos, os jogadores do Maritzburg United buscaram insistentemente o ataque e quase empataram: Siyanda Xulu, aos 88 minutos, finalizou por cima. Apesar disso, a equipe não conseguiu o tento e, como consequência, o Free State Stars conquistou o título da competição juntamente com um prêmio de sete milhões e a qualificação para a Taça das Confederações da CAF de 2018–19.
| 19 de maio de 2018 | Maritzburg United | 0 – 1     | Free State Stars    | Estádio da Cidade do Cabo, Cidade do Cabo |
| 14h                |                   | Relatório | Goodman Dlamini 44' |                                           |

| G            | 31 | Richard Ofori     |     |     |
| D            | 25 | Siyanda Xulu      |     |     |
| D            | 16 | Bevan Fransman    | 8'  |     |
| D            | 23 | Rushine De Reuck  |     | 46' |
| D            | 3  | Pogiso Sanoka     | 45' |     |
| M            | 26 | Bandile Shandu    |     | 73' |
| M            | 11 | Fortune Makaringe |     |     |
| M            | 8  | Siphesihle Ndlovu |     |     |
| M            | 28 | Deolin Mekoa      |     | 66' |
| M            | 15 | Lebohang Maboe    | 49' |     |
| A            | 9  | Andrea Fileccia   |     |     |
| Suplentes:   |    |                   |     |     |
| M            | 14 | Motsie Matima     |     | 46' |
| A            | 22 | Mohau Mokate      |     | 73' |
| A            | 36 | Mxolisi Kunene    |     | 66' |
| Treinador:   |    |                   |     |     |
| Fadlu Davids |    |                   |     |     |

| G          | 32 | Thela Ngobeni       |     |     |
| D          | 28 | Rooi Mahamutsa      | 82' |     |
| D          | 22 | Bangali Keïta       |     |     |
| D          | 29 | Patrick Phungwayo   |     |     |
| M          | 11 | Sinethemba Jantjie  |     | 75' |
| M          | 50 | Nhlanhla Vilakazi   |     |     |
| M          | 5  | Paulus Masehe       | 45' |     |
| M          | 26 | Goodman Dlamini     | 90' |     |
| A          | 21 | Siphelele Mthembu   |     |     |
| A          | 27 | Harris Tchilimbou   |     | 86' |
| A          | 2  | Nyiko Mobbie        | 12' |     |
| Suplentes: |    |                     |     |     |
| M          | 4  | Makhehlene Makhaula |     | 86' |
| A          | 20 | Katlego Mashego     |     | 75' |
| Treinador: |    |                     |     |     |
| Luc Eymael |    |                     |     |     |